# College Italia
Il College Italia è stata una società di pallacanestro femminile, gestita direttamente dalla Federbasket.

## Storia
È un progetto avviato dalla Federazione per la crescita comunitaria delle giovani, che porta a maturazione il progetto denominato Azzurrina, nato nel 2001. Si è iniziato con un gruppo di atlete nate nel 1993 che si allenavano e vivevano all'Acqua Acetosa, in una struttura del CONI.
Ha esordito in Serie A2 nel 2010-11 e si è salvato ai play-out contro la Florence Basket. La squadra non è però presente nei calendari della stagione successiva perché inserita nel Girone G di Serie B nazionale.
Dopo aver preso parte al concentramento promozione di B, senza ottenere sul campo il salto di categoria, il College Italia è stato comunque iscritto in A2 con un roster ridotto da 16 a 12 giocatrici. Nell'aprile 2013 la FIP ha annunciato la conclusione del progetto per la fine della stagione agonistica, che si conclude comunque con la salvezza ottenuta battendo ai play-out il Costone Siena.